# Christine Mannhalter
Christine Mannhalter (Hollabrunn, 9 de noviembre de 1948) es una bióloga molecular y hematóloga austriaca, quien es profesora de Diagnóstico Molecular en la Universidad Médica de Viena.  Ha sido vicepresidenta en el Fondo de Ciencia de Austria desde 2010 y asumió su presidencia interina en 2015.

## Biografía
Mannhalter nació en Hollabrunn, Austria, el 9 de noviembre de 1948. Estudió biotecnología en la universidad y recibió su doctorado en la Facultad de Medicina de la Universidad de Viena (ahora Universidad Médica de Viena) en 1977. Fue becaria postdoctoral con Sandra Schiffman en la Escuela de Medicina de la Universidad del Sur de California desde 1977 hasta 1979.

## Carrera académica
Mannhalter pasó su carrera académica en la Universidad Médica de Viena, comenzó como asistente de investigación, avanzó a una cátedra asociada en 1985 y se convirtió en profesora de Diagnóstico Molecular en Química Clínica en 2000.  Entre 2003 y 2007 se desempeñó como presidenta de la Sociedad de Trombosis y Hemostasia (GTH), una sociedad científica que atiende principalmente a científicos en Alemania, Austria y Suiza.  También se ha desempeñado como vicepresidenta en el Fondo de Ciencia de Austria (FWF) desde 2010 y se convirtió en presidenta interina en 2015.

## Investigación
Su investigación se centra en la biología molecular y la genética de las enfermedades vasculares. Su grupo de investigación ha identificado mutaciones asociadas con interacciones entre bacterias y plaquetas.